# Tipula (Pterelachisus) huntsmaniana
Tipula (Pterelachisus) huntsmaniana is een tweevleugelige uit de familie langpootmuggen (Tipulidae). De soort komt voor in het Nearctisch gebied.